# Cases Pere Comerma
Les Cases Pere Comerma són un conjunt d'edificis contigus del centre de Terrassa (Vallès Occidental), situats al carrer del Nord, inclosos en l'Inventari del Patrimoni Arquitectònic de Catalunya.

## Cases Pere Comerma I
- carrer del Nord, 59-61

Es tracta d'un parell de cases bessones unifamiliars entre mitgeres, de planta baixa i pis. La planta baixa consta d'una finestra i una porta de grans dimensions, amb arcs rebaixats i escaires plans. La línia d'imposta que divideix la planta del pis conté decoració de dents de serra; el primer pis consta d'un finestral amb balcó a la banda esquerra de la façana. Un mateix tipus de línia d'imposta separa el pis de les golfes, on hi ha una petita finestra també al costat esquerre. La cornisa presenta el mateix tipus de decoració de dents de serra.
Tots dos edificis són idèntics, amb la diferència que el del núm. 59 té la porta a la dreta i el del núm. 61 la té a l'esquerra, amb què fan la sensació de conjunt.

## Casa Pere Comerma II
- carrer del Nord, 65

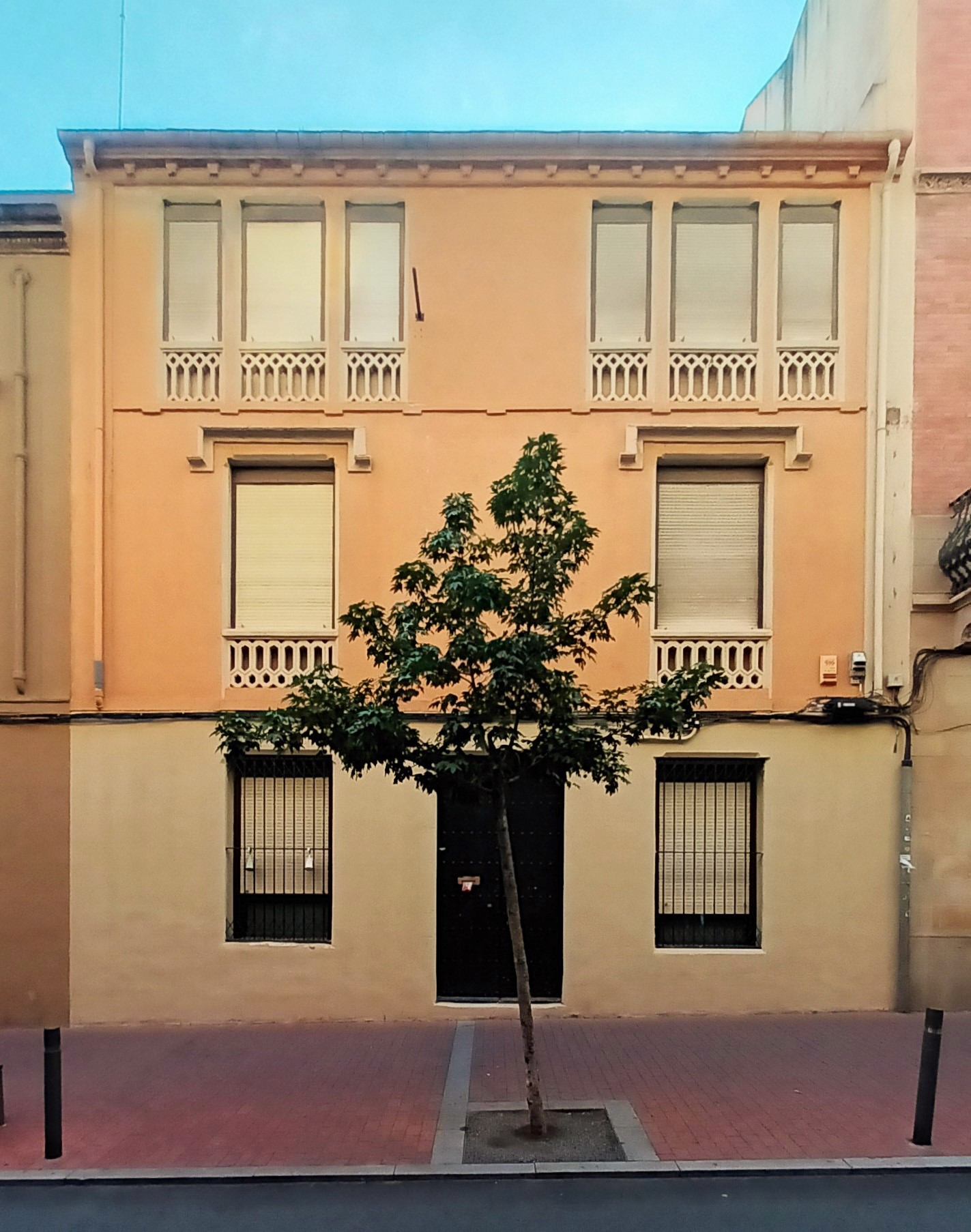
Casa Pere Comerma II

En aquest cas, és un edifici entre mitgeres amb planta baixa i dos pisos. La planta baixa presenta porta central i dues finestres laterals amb reixa. La porta i les finestres tenen la llinda i els escaires plans. El primer pis conté dues finestres laterals, amb barana de balustres de ceràmica i, per damunt, decoració geomètrica. El segon pis presenta dos grups de finestres tripartides amb una barana de decoració geomètrica.
L'edifici és una obra del 1871 del mestre d'obres terrassenc Jaume Comerma i Torrella. En un principi dedicat a habitatge unifamiliar, el 1904 funcionava com a magatzem industrial i actualment està integrat al Col·legi Airina, situat a la Casa Puigarnau, l'edifici veí del costat dret.

## Casa Pere Comerma III
- carrer del Nord, 63

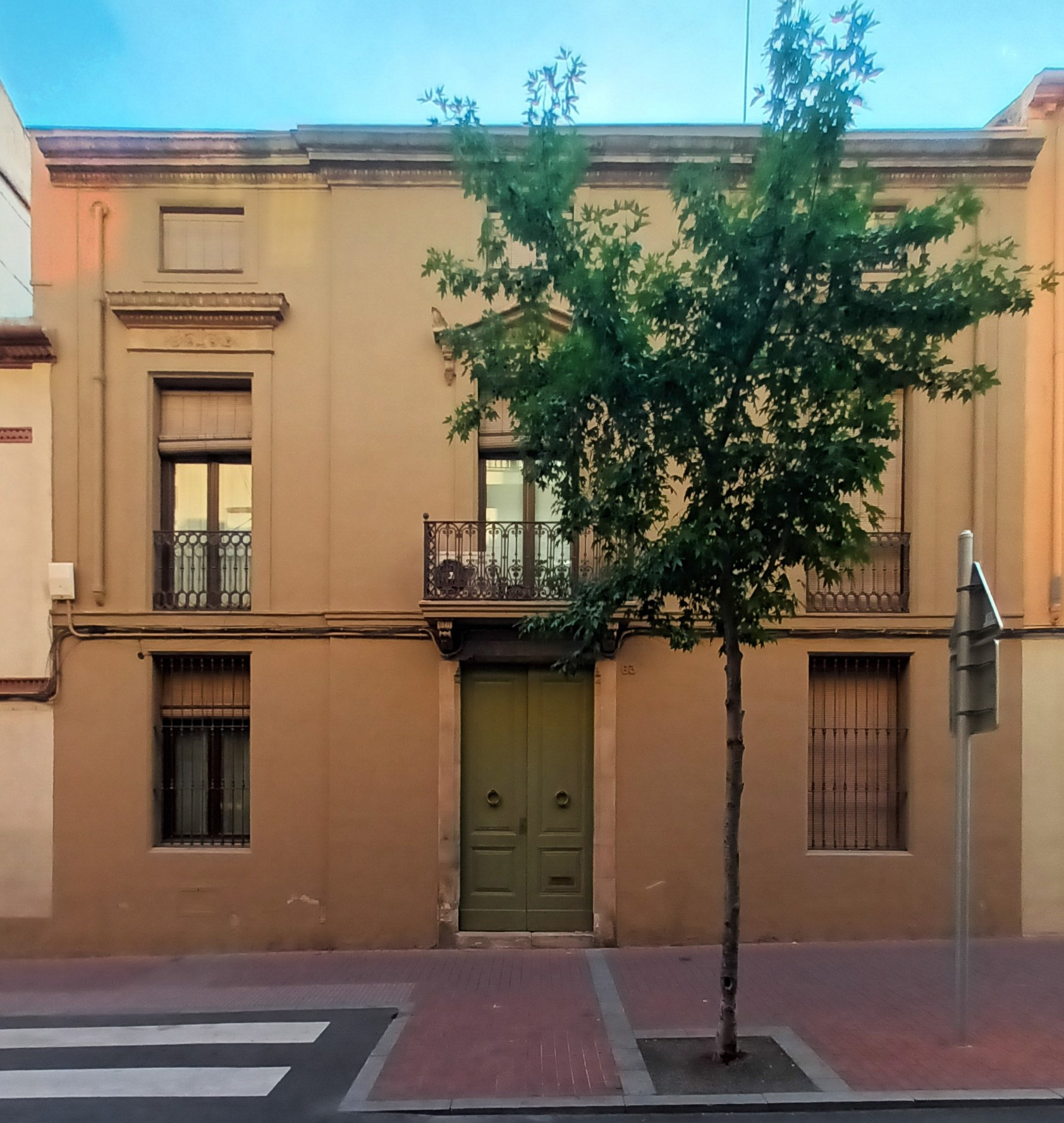
Casa Pere Comerma III

Edifici entre mitgeres amb planta baixa, pis i golfes. La planta baixa presenta una porta central i dues finestres, de forma simètrica, una a cada lateral i amb llinda. El primer pis té un gran balcó que corona la porta i dues finestres laterals decorades amb ornaments vegetals, a manera de frontó al balcó central. A les golfes hi ha tres finestres rectangulars. Presenta cornisa d'acabament, decorada amb òculs i elements vegetals. Hi ha una barana amb balustres dalt de tot.